# Lactotrofe cel

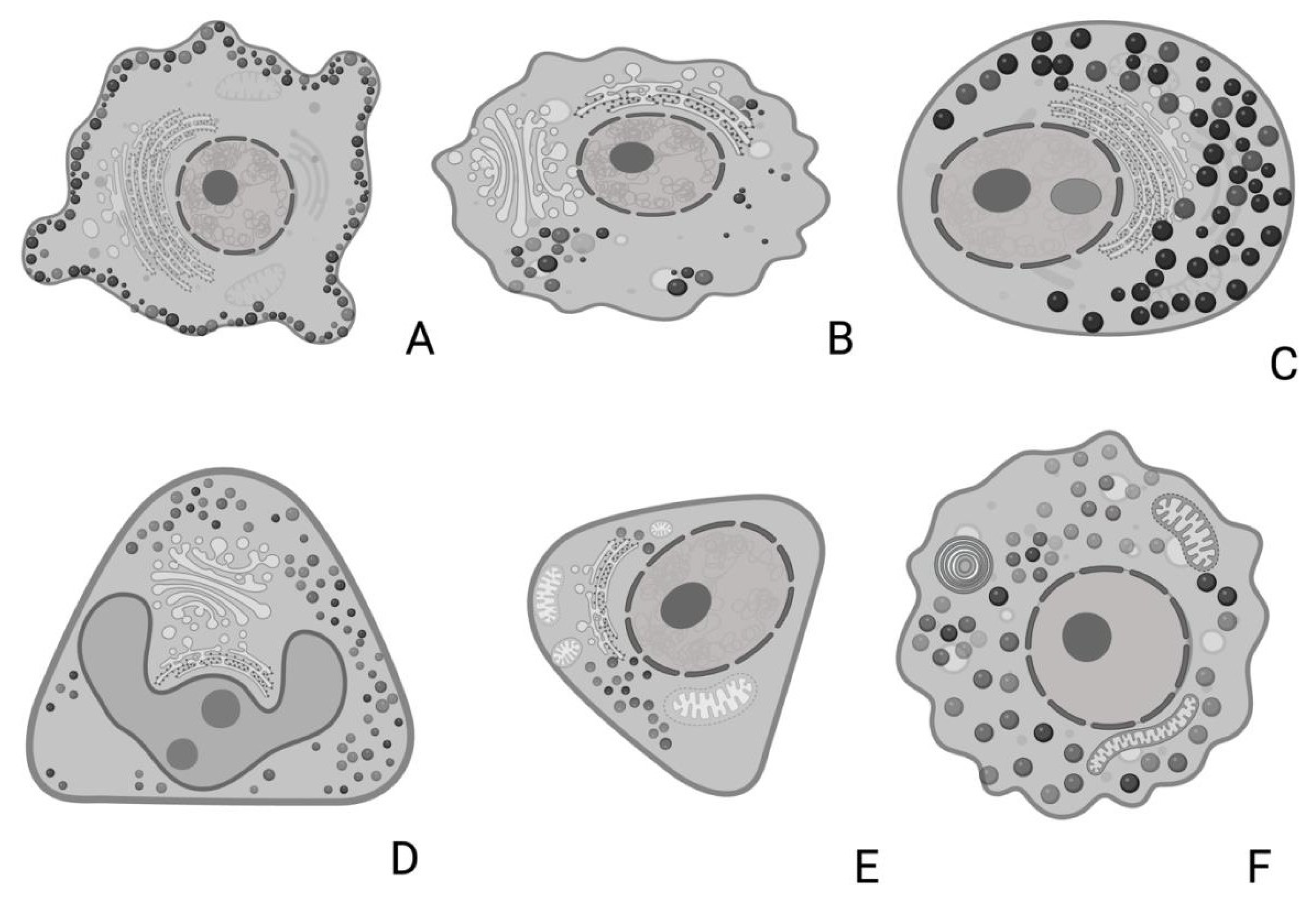
B: lactotrofe cel bij de gewone dolfijn.

Een lactotrofe cel, lactotrope cel, prolactinecel of mammotrofe cel is een cel in de hypofysevoorkwab, die prolactine produceert als reactie op hormonale signalen, waaronder het remmende dopamine en de stimulerende hormonen thyreotropinevrijmakend hormoon (TRH) en oestrogeen (vooral tijdens de zwangerschap). De remmende effecten van dopamine overheersen de stimulerende effecten van het thyreotropinevrijmakend hormoon bij niet-zwangere, geen borstvoeding gevende vrouwen. Andere regulatoren zijn onder meer oxytocine en progesteron.

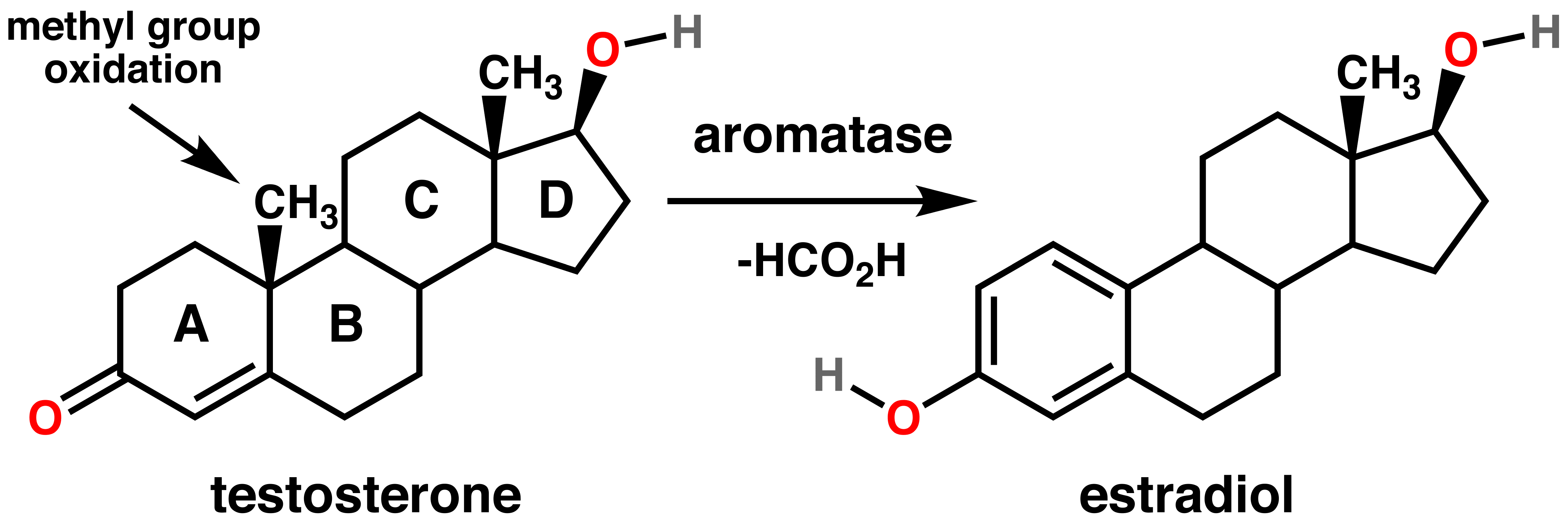
Omzetting van testosteron in oestradiol

Oestrogenen worden in de hersenen geproduceerd en werken lokaal op deze plaats op paracriene en autocriene wijze. (paracrien: hormonen die worden uitgescheiden door de klier en hun effect uitoefenen op buurcellen van de klier, autocrien: hormonen die worden uitgescheiden door de klier en ook hun effect uitoefenen op deze klier) Oestradiol werkt bij de controle en proliferatie van de lactotrofe cellen, omdat het hun proliferatie induceert. De lokale transformatie van androgenen in oestradiol door het aromatase-enzym houdt de populatie van lactotrofe cellen in de mannelijke hypofyse in stand, waarbij waarschijnlijk testosteron in de hypofyse wordt omgezet in oestradiol.
Lactotrofe cellen vormen ongeveer 20% van de hypofysevoorkwab-cellen. Als deze cellen een neoplastische transformatie ondergaan, zullen ze aanleiding geven tot een prolactinoom.
Prolactine is betrokken bij de rijping van de melkklieren en de productie van melk in combinatie met onder meer oxytocine, oestrogeen, progesteron, glucocorticoïden. Prolactine heeft tal van andere effecten bij beide geslachten.

## Structuur onder de lichtmicroscoop

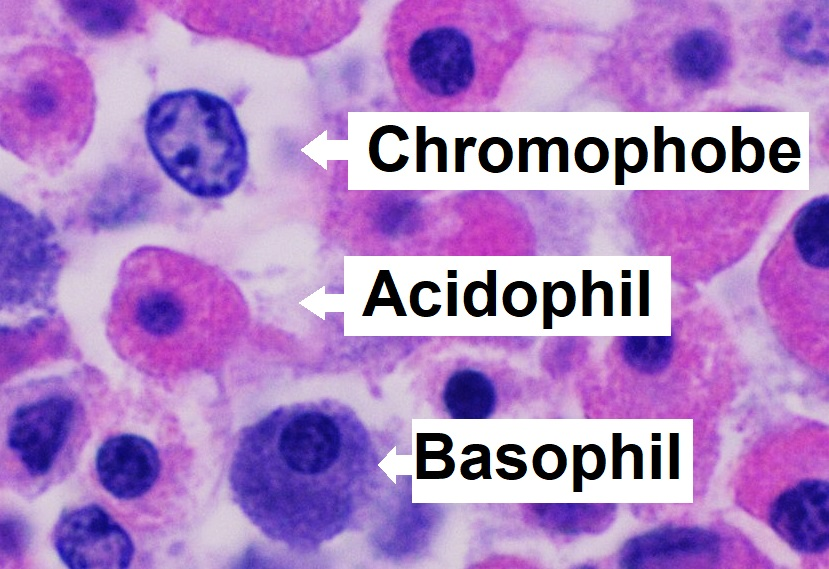
Acidophil = Lactotrofe cel

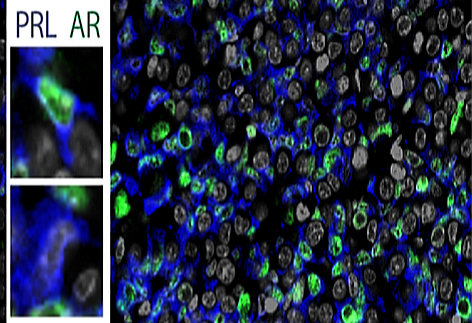
Lactotrofe cellen: met kleuring voor PRL= prolactine (in blauw). Immunofluorescentie.

Onder de lichtmicroscoop met H&E kleuring zien ze eruit als als roze eosinofiele cellen.

Morfologisch gezien zijn het veelvlakkige cellen met een centrale ovale kern. Hun ruw endoplasmatisch reticulum en Golgi-apparaat vertonen tijdens de lactatieperiode hypertrofie als gevolg van de productie van prolactine.

Van de gekleurde cellen (chromaffine of chromofiele cellen) bestaat ongeveer 15% uit lactotrofe cellen. Deze cellen worden gemakkelijk gekleurd door het absorberen van chroomzouten.